# リュコメデス王の宮廷に到着するオデュッセウス
『リュコメデス王の宮廷に到着するオデュッセウス』（リュコメデスおうのきゅうていにとうちゃくするオデュッセウス、英: The Arrival of Odysseus at the Court of King Lycomedes）、または『リュコメデス王の娘たちに宮廷に迎えられるオデュッセウス』（リュコメデスおうのむすめたちにきゅうていにむかえられるオデュッセウス、露: Прибытие Улисса ко двору царя Ликомеда、英: Ulysses Recieved by the Daughters of Lycomedes）は、17世紀フランスの巨匠クロード・ロランが1635-1636年にキャンバス上に油彩で制作した風景画である。現在、サンクトペテルブルクのエルミタージュ美術館に所蔵されている。

## 作品
絵画は、オウィディウスの『変身物語』などの古代文学に記述されている物語を表している。アキレウスは、トロイア戦争でイリオスの壁の下に落下して死ぬ運命だとされていた。母テティスは、息子の運命を変えようと彼に女の衣服を着せ、彼をスキロス島のリュコメデス王のもとに送った。アキレウスは、そこで王の娘たちの中に隠れた。アキレウスを探していたオデュッセウスは商人になりすまし、スキロス島にやってきて、彼を見つけ出す。画面に描かれているのは、大きな船から降ろされた小舟が埠頭に横付けにされ、オデュッセウスと彼の仲間たちが門から町に入るところである。

## 歴史
絵画の最初の歴史は不明である。1772年に画家ルイ＝ミシェル・ヴァン・ローのコレクションの売却の際に展示され、ドゥニ・ディドロのためにO. ムナジョ (Menageau) により購入された。一方、ディドロは、ロシアの女帝エカチェリーナ2世のためにこの絵画を取得したのであった。売却に立ち会った画家ガブリエル・ド・サン＝トバンは、目録の隅に絵画の素描を描いた。
1774年に、本作はエルンスト・ド・ミュニッシュが制作した帝国宮殿の絵画目録に含まれ、1797年に制作が開始されたエルミタージュ美術館の最初の目録草稿に登場する。
1920年代の終わりに、本作はソ連政府のエルミタージュ美術品売却に含まれるものとして、アンティクワリアット事務局 (美術品売却を担当した) に移管された。1931年5月には、ベルリンのレプケ (Lepke) の競売で展示されたが、購入者が見つからなかった。同年の12月初めに、絵画はエルミタージュ美術館に戻され、12月14日に制定された法律で受け入れが許可された。現在、美術館の一部をなす冬宮殿の281室 (ロランの部屋) に展示されている。

## 関連作品
N.K. セレブリャンナヤ (Serebryannaya) によれば、1630年代の終わりから画家ロランは、オウィディウスの『変身物語』の主題を以前より頻繁に用いるようになったが、オデュッセウスに直接関連している作品は3点しかない。エルミタージュ美術館の本作、およびパリのルーヴル美術館にある『港、霧の効果 (オデュッセウスとアイネイアース、アカーテースの下船) 』 (1646年) と『クリュセイスを父親のもとへ送り届けるオデュッセウス』(1644年) の2点である。これらの絵画に登場する神殿はいくつかの点で変更され、異なる視点から表されて、ナショナル・ギャラリー (ロンドン) 所蔵の『シバの女王の乗船』の絵画でふたたび取り上げられている。

## ギャラリー

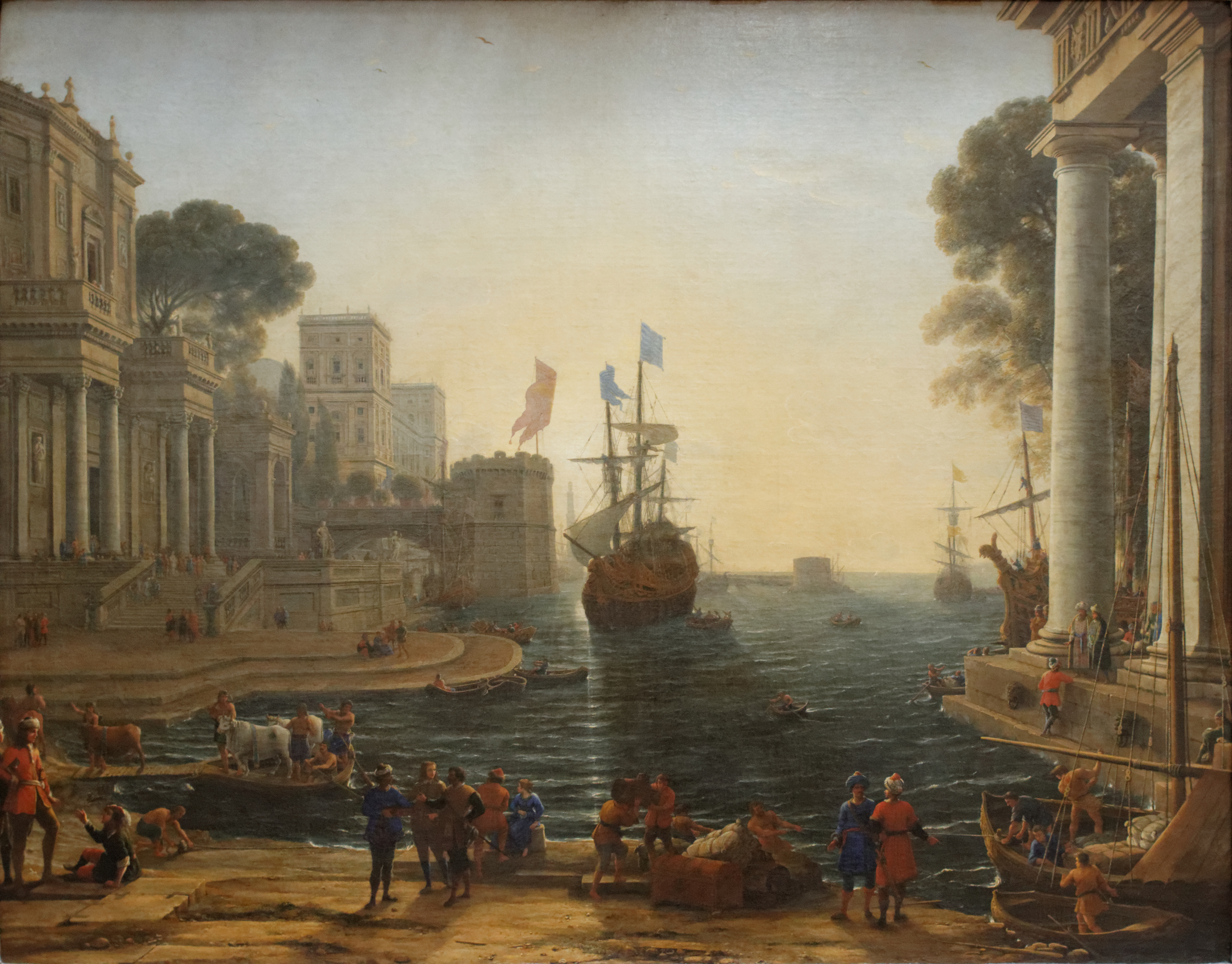
『クリュセイスを父親のもとへ送り届けるオデュッセウス』 (1644年)、ルーヴル美術館
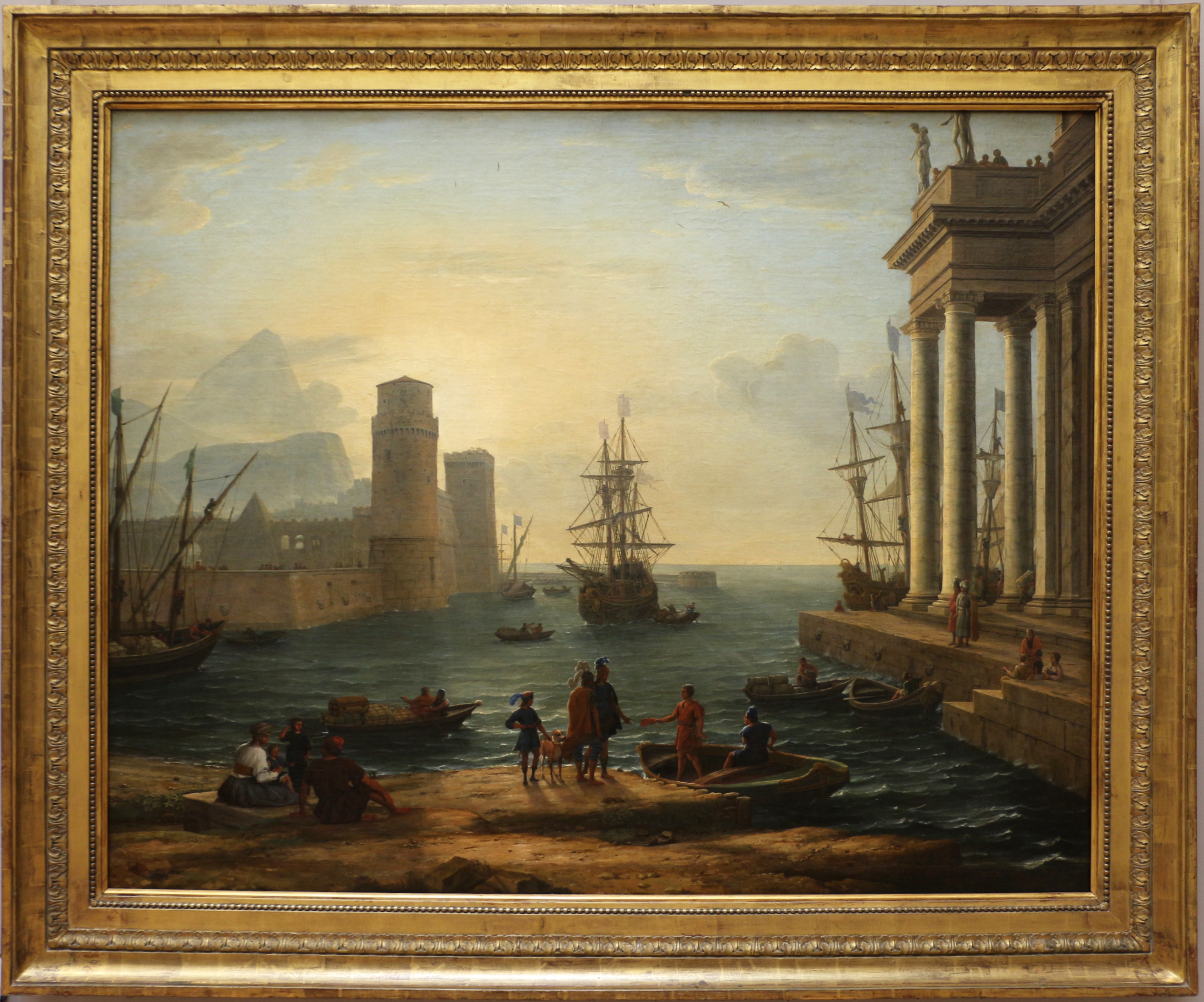
『港、霧の効果 (オデュッセウスとアイネイアース、アカーテースの下船) 』 (1646年) 、ルーヴル美術館
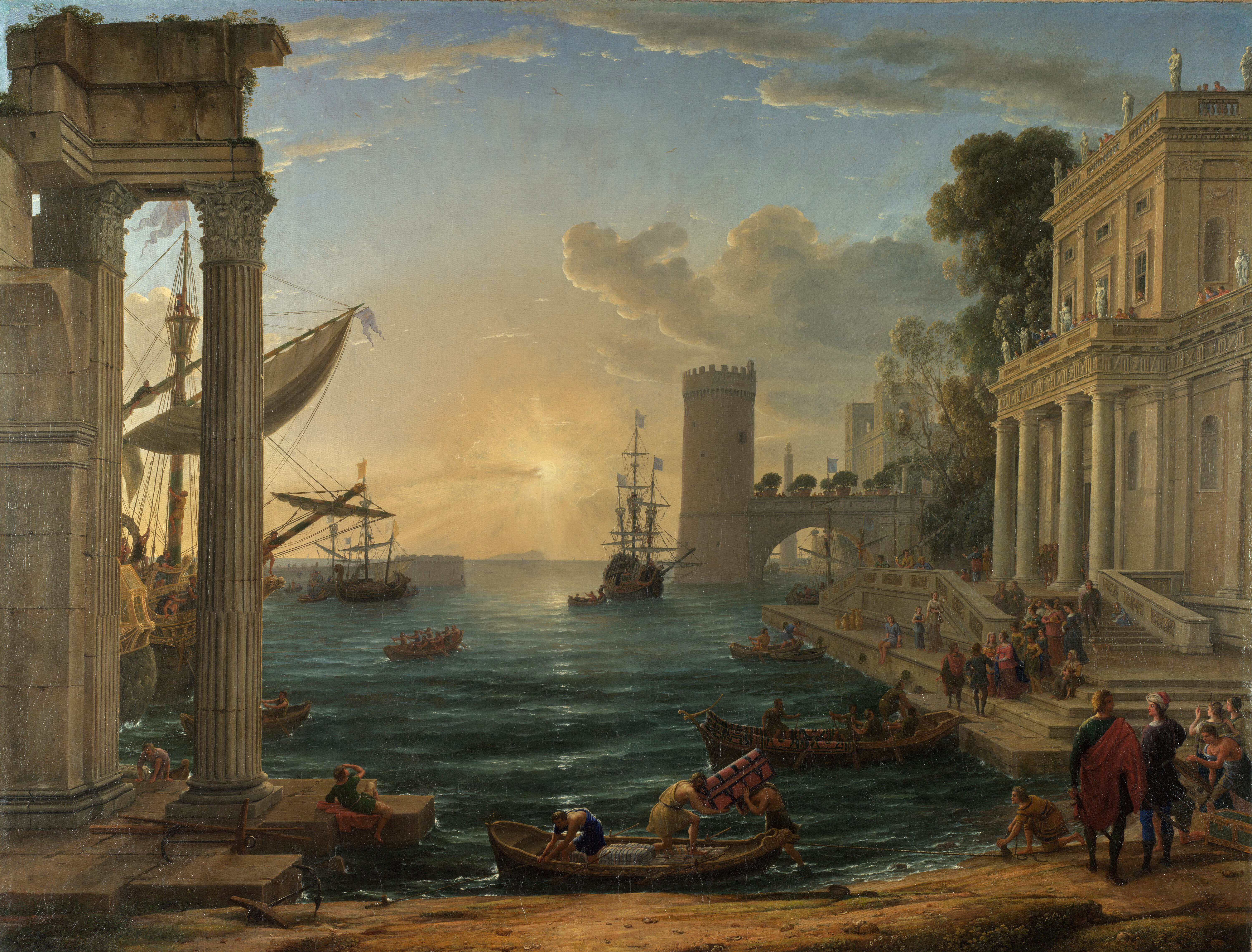
『シバの女王の乗船』 (1648年)、ナショナル・ギャラリー (ロンドン)